# صالون هدى
صالون هدى هو فيلم إثارة أُنتج عام 2021 من تأليف وإخراج وإنتاج هاني أبو أسعد. وبطولة علي سليمان، سامر بشارات، ميساء عبد الهادي ومنال عوض.
عُرض لأول مرة بشكل عالمي في مهرجان تورنتو السينمائي الدولي 2021 في سبتمبر 2021.

## الممثلون
- علي سليمان علي بدور حسن
- سامر بشارات بدور سعيد
- ميساء عبد الهادي بدور ريم
- منال عوض بدور الهدى

## الإنتاج
في فبراير 2020، تم الإعلان عن انضمام علي سليمان وميسا عبد الهادي إلى طاقم الفيلم، وهو من إخراج وسيناريو هاني أبو أسعد.
تم تعليق التصوير الرئيسي في 20 مارس 2020، بسبب جائحة فيروس كورونا 19، واستؤنف في 15 يوليو 2020. تم تعليق إنتاج الفيلم مرة أخرى، مع انتهاء الإنتاج بحلول ديسمبر 2020.

## العرض
كان العرض العالمي الأول في مهرجان تورنتو السينمائي الدولي 2021 في سبتمبر 2021. قبل ذلك، حصلت شركة آي إف سي فيلمز على حقوق التوزيع الأمريكية للفيلم.

## إثارة الجدل
تدور الأحداث من خلال قصة حقيقية وواقعية حول فتاة تدعى هدى تمتلك محل لتصفيف الشعر في مدينة بيت لحم، تتردد أم شابة تدعى ريم على المحل بصورة دورية لتغيير قَصة شعرها، فتحاول هدى ابتزازها بعد تصويرها في مواضع مخلة، لتقوم بما هو ضد مبادئها وخيانة بلدها، وتنقلب الأمور رأسا على عقب ، وما تسبب في اثار الجدل في المجتمع الفلسطيني هو المشاهد الجريئة التي كانت توضح عملية اسقاط الفتيات في المجتمع الفلسطيني . 

## وصلات خارجية
- صالون هدى على موقع IMDb (الإنجليزية)
- صالون هدى على موقع روتن توميتوز (الإنجليزية)
- صالون هدى على موقع قاعدة بيانات الأفلام العربية
- صالون هدى على موقع ألو سيني (الفرنسية)
- صالون هدى على موقع قاعدة بيانات الفيلم (الإنجليزية)
- صالون هدى على موقع ليتربوكسد (الإنجليزية)
- صالون هدى على موقع كينوبويسك (الروسية)